# U.S. Route 69
U.S Route 69 (också kallad U.S. Highway 69 eller med förkortningen  US 69) är en amerikansk landsväg i USA. Vägen är 1828 km lång och sträcker sig mellan  Port Arthur, Texas, i söder och Albert Lea, Minnesota i norr.